# Lecionário 61
O Lecionário 61 (designado pela sigla ℓ 61 na classificação de Gregory-Aland) é um antigo manuscrito do Novo Testamento, paleograficamente datado do Século XII d.C.[a]
Este codex contém lições dos evangelhos de Mateus e João (conhecido como Evangelistarium), com algumas lacunas[a]. Foi escrito em grego, e actualmente se encontra na Biblioteca Nacional da França.